# Jenny Jugo

Jenny Jugo 1928 auf einer Fotografie von Alexander Binder

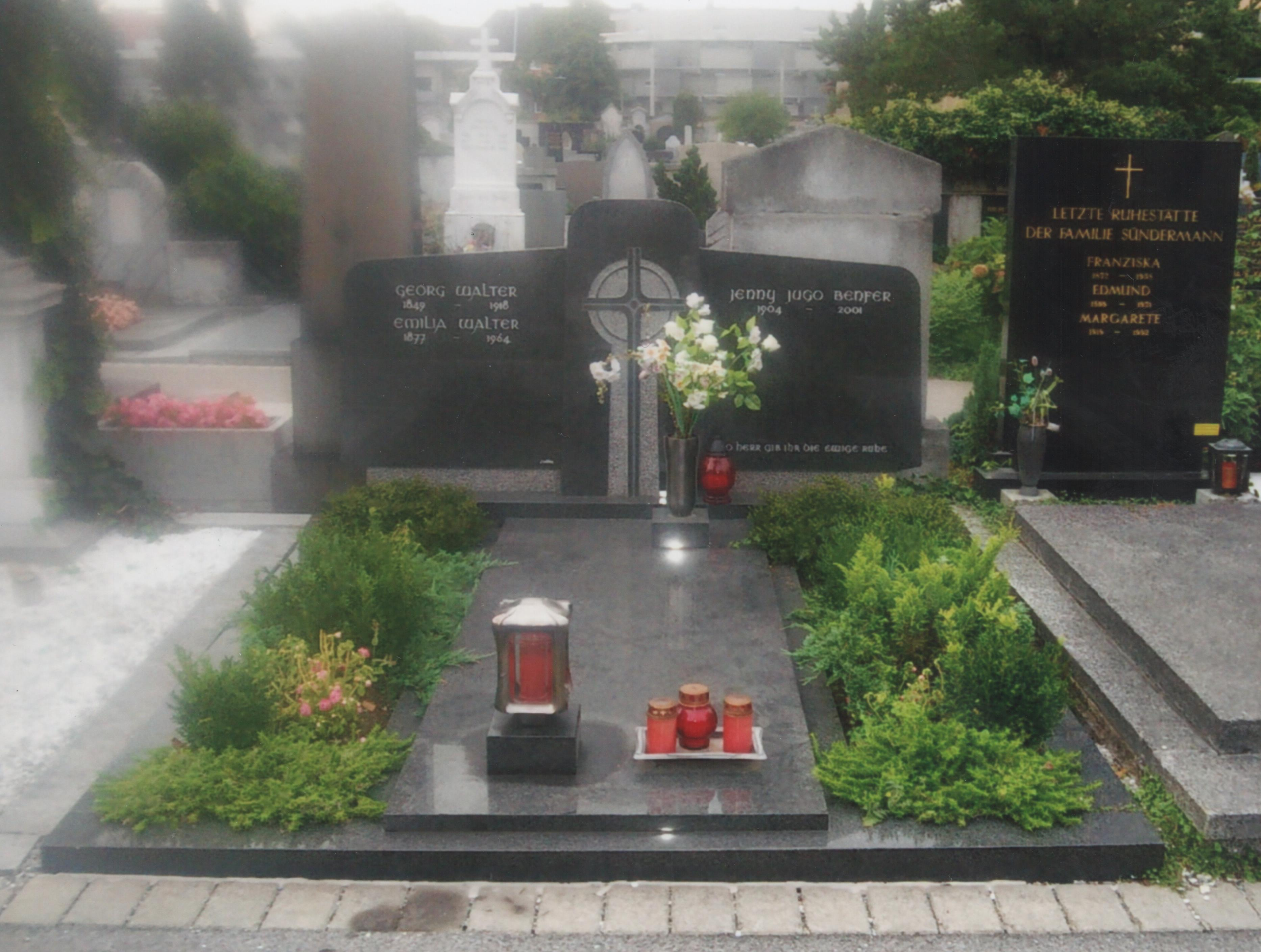
Grabstätte von Jenny Jugo

Jenny Jugo, gebürtig Eugenie Anna Walter (* 14. Juni 1904 in Mürzzuschlag, Österreich-Ungarn; † 30. September 2001 in Schwaighofen (Bayern)), war eine österreichische Schauspielerin.

## Leben
Jenny Walters Eltern siedelten nach Graz über, als sie fünf Jahre alt war, hier besuchte sie die Volksschule, später die Klosterschule. Im Alter von 16 Jahren heiratete sie den Schauspieler Emo Jugo und folgte ihm zwei Jahre später 1922 nach Berlin, die Ehe hielt jedoch nur ein Jahr. Als 20-Jährige wurde sie 1924 von Ben Blumenthal von der Paramount entdeckt und erhielt einen Vertrag bei der UFA. Bis 1929 spielte sie als  Autodidaktin Hauptrollen in 22 Stummfilmen, so 1927 in der Carl-Sternheim-Verfilmung Die Hose sowie in der deutsch-französischen Co-Produktion Casanova von Alexander Wolkow. Als der Tonfilm einsetzte, nahm sie Schauspielunterricht. 1928 spielte Friedrich Benfer (1907–1996) erstmals in dem Film Die Carmen von St. Pauli an ihrer Seite, der ein Jahr später ihr Mann wurde.
Die Komödiantin Jugo spielte in den 1930er Jahren vor allem in den Filmen des Brecht –Freunds und Mitarbeiters Erich Engel die weiblichen Hauptrollen, aber auch unter Willi Forst und neben Heinz Rühmann in Allotria. Das Erik-Charell-Haus im Potsdamer Stadtteil Sacrow (Am Hemphorn Nr. 5, Architekt: Moritz Ernst Lesser), das er Jugo überließ, ist in Pechmarie (1934) und weiteren Filmen zu sehen. Jugos Mann spielte seine wichtigsten Rollen an ihrer Seite, so in Mädchenjahre einer Königin (1936) als Albert von Sachsen-Coburg und Gotha.
Mit Joseph Goebbels, der sich als Reichspropagandaminister intensiv um die Filmwirtschaft kümmerte, und mit dessen Familie war sie in dieser Zeit eng befreundet, wie Goebbels’ Tagebüchern zu entnehmen ist.
Aufgrund ihrer Beziehung zu dem Filmproduzenten Eberhard Klagemann trennte sich das Paar 1941. Die Scheidung erfolgte jedoch erst 1957, als Benfer eine neue Lebensgefährtin fand. Jugo stand 1944 in der Gottbegnadeten-Liste des Reichsministeriums für Volksaufklärung und Propaganda.
Bis zum Ende des Zweiten Weltkrieges wirkte sie in zahlreichen Filmen mit, zog sich dann allerdings auf Benfers Gutshof in Schwaighofen, zurück. Nach 1945 drehte sie nur noch drei Filme, darunter den Trümmerfilm Königskinder von Helmut Käutner. Im Mai 1950 trat sie zum letzten Mal öffentlich auf.
Jenny Jugo heiratete im hohen Alter ihren drei Jahre jüngeren Exmann Benfer erneut, die zweite Trennung erfolgte 1992.
Im Jahr 1971 erhielt sie das Filmband in Gold für langjähriges und hervorragendes Wirken im deutschen Film.
Nach einem Behandlungsfehler im Manfred-Köhnlechner-Institut für Erfahrungsmedizin des Heilpraktikers Manfred Köhnlechner im Jahr 1975 war sie für den Rest ihres Lebens auf einen Rollstuhl angewiesen. Trotz des dadurch wieder entfachten Medieninteresses lehnte sie es ab, für Interviews zur Verfügung zu stehen oder sich fotografieren zu lassen. Sie verließ den Jagerhof mit Alpenblick nie wieder. 1990 verstarb ihr Lebenspartner Klagemann.
Jenny Jugo wurde 97 Jahre alt. Die Beerdigung fand auf dem Stadtfriedhof St. Peter in Graz statt.
Sie hinterließ Antiquitäten und eine Sammlung von Gemälden des französischen Malers Maurice Utrillo. Die Erben übersehen jedoch die seit Jahrzehnten ungeöffneten Koffer und Kartons auf dem Dachboden. Die neuen Eigentümer erkennen den Wert der Fotos, Dokumente, Drehbücher, Kleider (bei fast 40 Einzelstücken handelt es sich um Filmkostüme und Kostümteile), Mäntel, Hüte, Schuhe und Accessoires. Sie übergeben den Nachlass im Februar 2006 dem Archiv des Filmmuseums Potsdam.

## Filmografie (Auswahl)
- 1924: Der Turm des Schweigens
- 1925: Wenn die Liebe nicht wär’!
- 1925: Die gefundene Braut
- 1925: Blitzzug der Liebe
- 1925: Die Puppe vom Lunapark
- 1925: Die Feuertänzerin
- 1925: Friesenblut
- 1925: Schiff in Not
- 1925: Liebe macht blind
- 1925: Der Kampf gegen Berlin
- 1926: Ledige Töchter
- 1927: Prinz Louis Ferdinand
- 1927: Casanova
- 1927: Die Hose
- 1927: Pique Dame
- 1927: Die indiskrete Frau
- 1928: Sechs Mädchen suchen Nachtquartier
- 1928: Looping the Loop
- 1928: Die Carmen von St. Pauli
- 1928: Die blaue Maus
- 1929: Die Flucht vor der Liebe
- 1929: Der Bund der Drei
- 1929: Die Schmugglerbraut von Mallorca
- 1930: Heute nacht – eventuell
- 1931: Kopfüber ins Glück
- 1931: Wer nimmt die Liebe ernst...?
- 1931: Mary’s Start in die Ehe
- 1931: Die nackte Wahrheit
- 1931: Fünf von der Jazzband
- 1932: Zigeuner der Nacht
- 1933: Eine Stadt steht Kopf
- 1933: Ein Lied für Dich
- 1933: Es gibt nur eine Liebe
- 1934: Fräulein Frau
- 1934: ...heute Abend bei mir
- 1934: Pechmarie
- 1934: Herz ist Trumpf
- 1935: Pygmalion (Rolle der Eliza Doolittle)
- 1936: Mädchenjahre einer Königin
- 1936: Allotria
- 1936: Die Nacht mit dem Kaiser
- 1937: Gefährliches Spiel
- 1938: Es leuchten die Sterne
- 1938: Die kleine und die große Liebe
- 1939: Ein hoffnungsloser Fall
- 1939: Nanette
- 1940: Unser Fräulein Doktor
- 1941: Der Trichter Nr. 12 (Kurzfilm)
- 1942: Non mi sposo più
- 1942: Viel Lärm um Nixi
- 1943: Die Gattin
- 1945: Sag’ endlich ja (unvollendet)
- 1949: Träum’ nicht, Annette (Neuverfilmung Sag’ endlich ja)
- 1950: Königskinder
- 1950: Land der Sehnsucht (unvollendet)